# Kyle Field
Le Kyle Field (surnommé The Home of the 12th Man) est un stade de football américain de 102 733 places situé sur le campus de la Texas A&M University à College Station dans l'État du Texas. 
L'équipe de football américain universitaire des Texas A&M Aggies évolue dans cette enceinte inaugurée en 1927. Ce stade est la propriété de la Texas A&M University.

## Histoire
C'est l'un des plus grands stades dans la Southeastern Conference, le Kyle Field est connu pour ses supporters bruyants et son football passionnant. 
Domicile du Texas A&M Aggies, il a été construit en deux phases en 1927 et 1929 pour un coût de 345 001,67 $. Le nom du stade fait référence à Edwin Jackson Kyle qui fut notamment directeur du programme sportif de l'université Texas A&M. Le Texas A&M Aggies a joué son premier match au stade en 1929. 
À l'origine la partie basse du stade, en forme de U ou en configuration de fer à cheval autour du terrain de jeu, est le stade initial. Le Kyle Field s'est développé énormément, avec les deuxième et troisième étages des tribunes qui furent ajoutés entre 1967 et 2003.
La pelouse naturelle originale a été remplacée par de l'Astroturf en 1970 qui fut de nouveau changé avec le retour de la pelouse naturelle avant la saison 1996. 
En 1999, plus de 32,9 millions $ de dollars ont été dépensés en augmentant la capacité de la zone nord du stade. Une nouvelle tribune massive de trois rangées a été construite. Cette section, connue sous le nom de Bernard C. Richardson Zone (surnommée "The Zone") loge les suites de luxe, les sièges de club, et le Texas A&M Sports Museum. Avec cette extension, le stade a alors une capacité de 82 600 places. En 2014, une dernière extension porte la capacité à 106 511 places, ce qui en fait un des plus grands stades du monde.

## Galerie

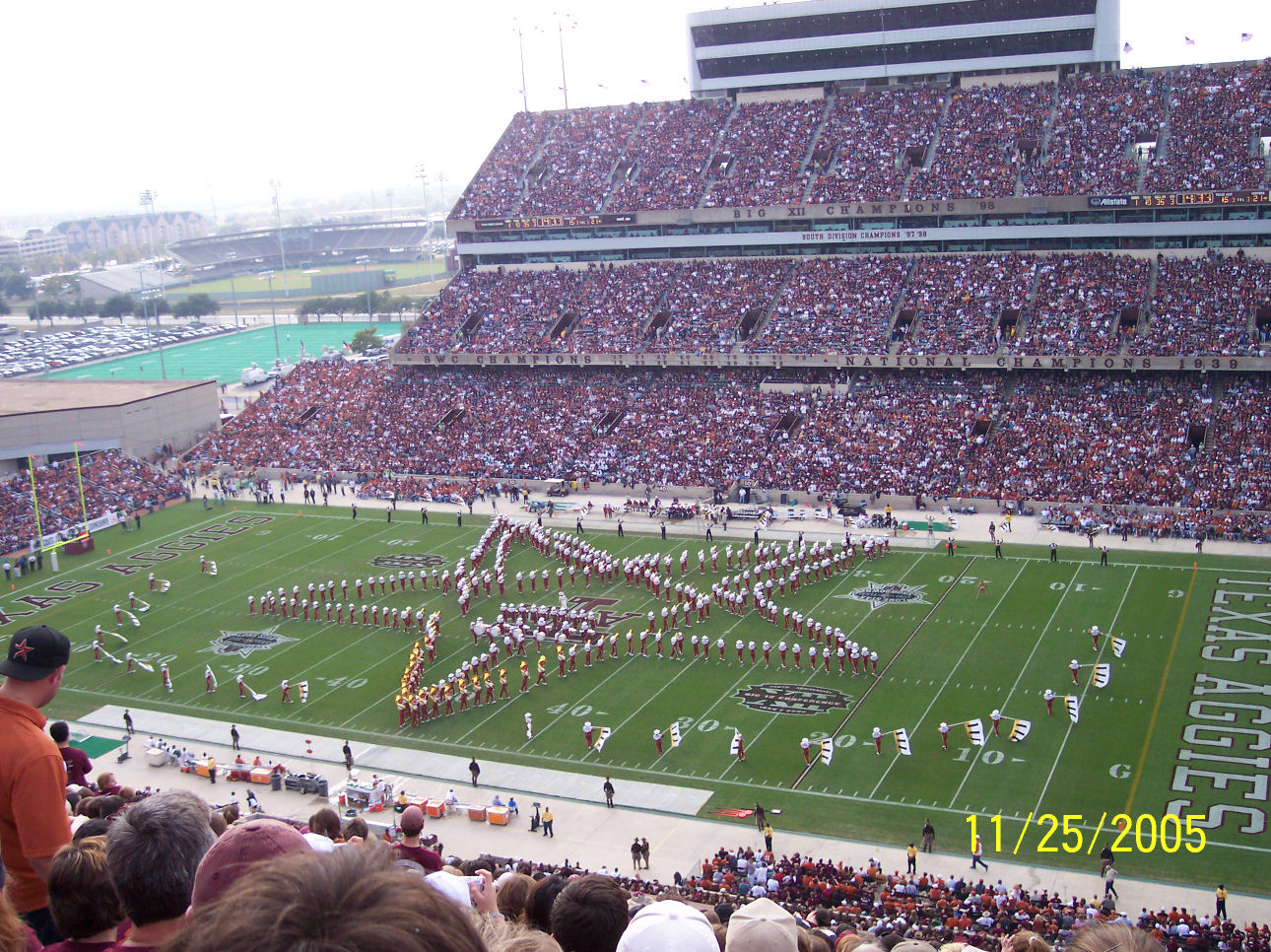
Kyle Field
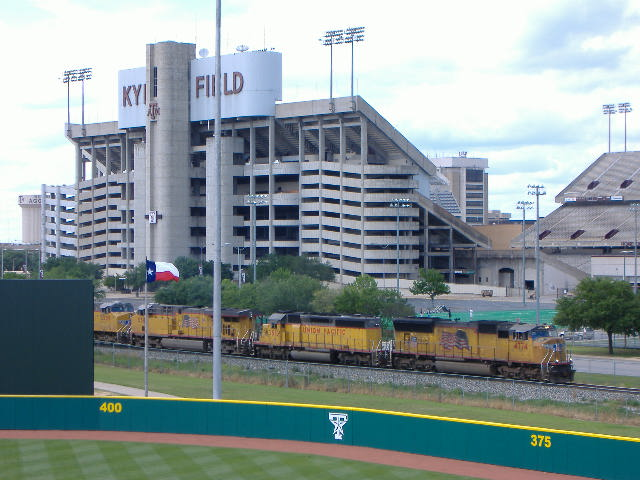
Extérieur du stade
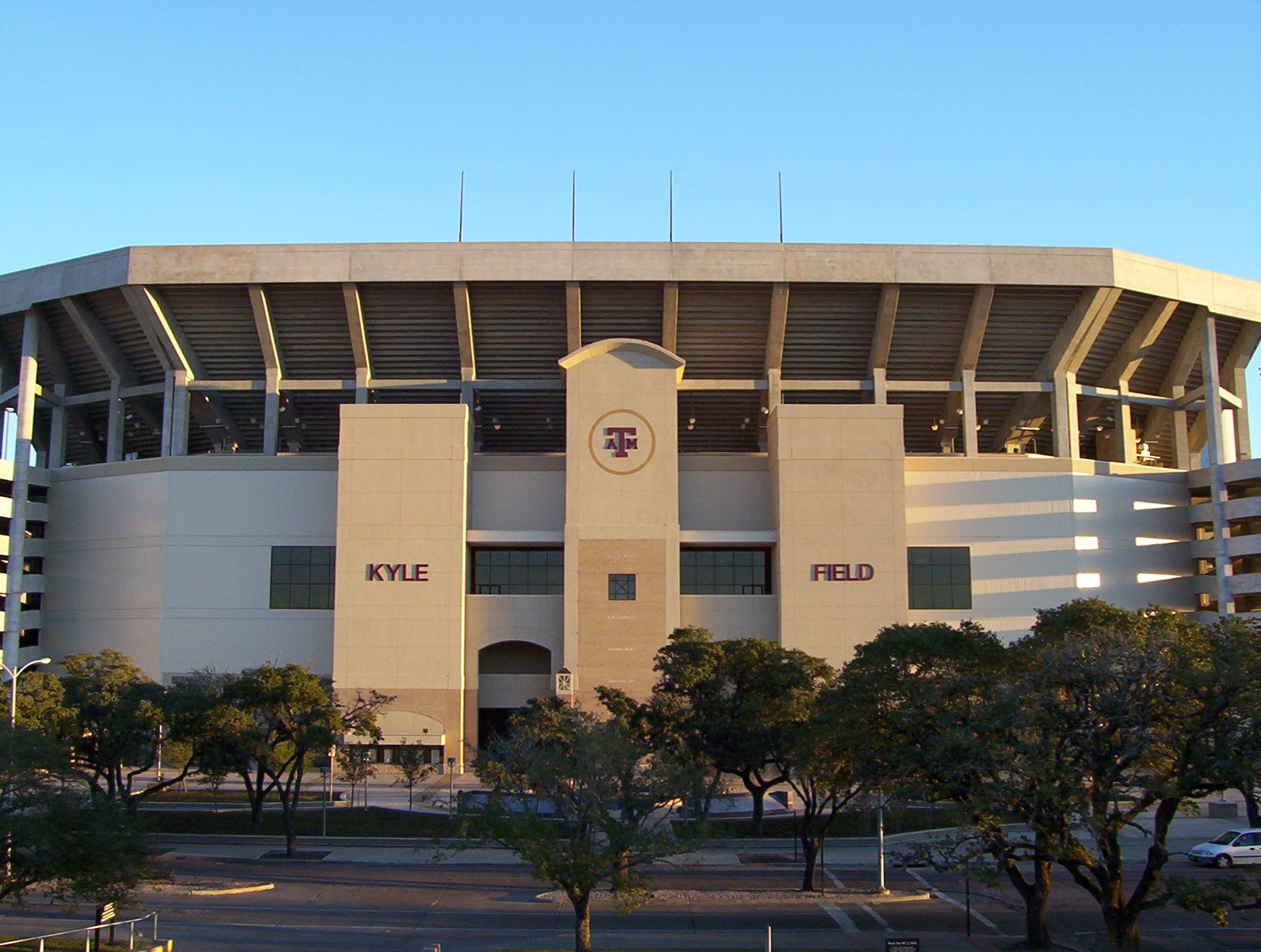
Bernard C. Richardson Zone